# إليانور غوس
إليانور غوس (بالإنجليزية: Eleanor Goss) مواليد 18 نوفمبر 1895 في نيويورك، كانت لاعبة كرة مضرب أمريكية وكانت تلعب باليد اليمنى. كما أنها إحدى بطلات الجراند سلام. سبق أن شاركت في دورة الألعاب الأولمبية الصيفية.

## النهائيات

### الفردي (الوصافة 1)
| الحصيلة | السنة | البطولة                     | المنافس في النهائي | النتيجة في النهائي |
| ------- | ----- | --------------------------- | ------------------ | ------------------ |
| الوصافة | 1918  | بطولة أمريكا المفتوحة للتنس | مولا مالوري        | 4–6, 3–6           |

### الزوجي (الألقاب 4, الوصافة 2)
| الحصيلة | السنة | البطولة                     | الشريك               | المنافس في النهائي                 | النتيجة في النهائي |
| ------- | ----- | --------------------------- | -------------------- | ---------------------------------- | ------------------ |
| الفوز   | 1918  | بطولة أمريكا المفتوحة للتنس | ماريون زندرشتاين     | مولا مالوري جوهان روج              | 7–5, 8–6           |
| الفوز   | 1919  | بطولة أمريكا المفتوحة للتنس | ماريون زندرشتاين     | إليونورا سيرز هازل هوتشكيس وايتمان | 10–8, 9–7          |
| الفوز   | 1920  | بطولة أمريكا المفتوحة للتنس | ماريون زندرشتاين     | إليانور تينانت هيلين بيكر          | 6–3, 6–1           |
| الوصافة | 1923  | بطولة أمريكا المفتوحة للتنس | هازل هوتشكيس وايتمان | كاثلين مكين جودفري فيليس هوكينز    | 6–2, 2–6, 1–6      |
| الوصافة | 1924  | بطولة أمريكا المفتوحة للتنس | ماريون زندرشتاين     | هازل هوتشكيس وايتمان هيلين ويلز    | 4–6, 3–6           |
| الفوز   | 1926  | بطولة أمريكا المفتوحة للتنس | إليزابيث ريان        | ماري براون شارلوت شابين            | 3–6, 6–4, 12–10    |

## روابط خارجية
- إليانور غوس على موقع الاتحاد الدولي لكرة المضرب (الإنجليزية)
- إليانور غوس على موقع أوليمبيديا (الإنجليزية)